# Diàspora afganesa
La diàspora afganesa o els immigrants afganesos són ciutadans de l'Afganistan que han immigrat a altres països, o persones d'origen afganès que han nascut fora de l'Afganistan. Tradicionalment, les fronteres entre l'Afganistan i els seus països veïns del sud i l'est han estat fluides i vagues. Igual que altres nacions creades pels imperis europeus, les fronteres de l'Afganistan amb els països veïns sovint no segueixen divisions ètniques, i diversos grups ètnics natius es troben a banda i banda de la frontera de l'Afganistan. Això significa que històricament va haver-hi molt de moviment a través de les barreres actuals.
Després de la invasió soviètica de l'Afganistan en 1979, els refugiats van fugir als veïns Pakistan i l'Iran. Alguns refugiats afganesos rurals van començar a tornar a la seva terra natal en 1992, però l'esclat d'una gran guerra civil després que els mujahidins es fessin amb el control de Kabul i de les altres grans ciutats va fer que els afganesos tornessin a fugir als països veïns, aquesta vegada molts d'ells urbans. Els sikhs afganesos i els hindús afganesos van viatjar a l'Índia.
Des de març de 2002, la majoria dels refugiats afganesos han estat repatriats a l'Afganistan amb l'assistència de l'Alt Comissionat de les Nacions Unides per als Refugiats (ACNUR). Al voltant de 1,3 milions encara romanen al Pakistan, mentre que 2,5 milions estan a l'Iran. Diversos països que formaven part de la Força Internacional d'Assistència i de Seguretat han concedit la residència permanent a un nombre menor d'afganesos que treballaven amb ells. Els nadius afganesos resideixen ara en almenys 78 països de tot el món.
Alguns afganesos que tornen del Pakistan es queixen sovint que «han estat colpejats i bufetejats i se'ls ha dit que ningú al Pakistan els vol ja». Així i tot, molts refugiats consideren al Pakistan com la seva llar. Els retornats de l'Iran experimenten càstigs similars o pitjors. Diversos dels quals tornen a l'Afganistan fan nous viatges a la Unió Europea per a buscar asil allí. Per a complir amb la Convenció de les Nacions Unides contra la Tortura, el govern pakistanès ha acordat que cap refugiat afganès serà expulsat per la força del seu país. En virtut d'un nou acord entre l'Afganistan, el Pakistan i l'ACNUR, es va permetre oficialment als afganesos que es trobaven al Pakistan romandre fins a finals de 2017. El juny de 2019, el gabinet pakistanès va decidir prorrogar les targetes de prova de registre dels refugiats afganesos fins al 30 de juny de 2020. També s'ha ampliat el termini per als afganesos a l'Iran.